# Steatoda triangulosa
Steatoda triangulosa es una araña casera común en el género Steatoda. Como el epíteto específico (segundo nombre de la especie) lo sugiere, es conocida por sus manchas en forma de triángulo sobre el dorso de su abdomen. Se la conoce como falsa viuda negra.

## Descripción
La hembra adulta llega a medir de 3 a 6 mm, con un cefalotórax pardo-anaranjado, con patas delgadas y amarillentas. El bulboso abdomen es de color crema con líneas en zigzag pardas que van de adelante hacia atrás. Esta mancha distingue a esta especie del resto de las especies de arañas de la familia theridiidae en su área de distribución.
La Steatoda triangulosa se alimenta de otros artrópodos que incluyen hormigas, cochinillas y garrapatas. También se alimenta de otras arañas que se consideran perjudiciales para los seres humanos, incluyendo la araña vagabunda (Tegenaria agrestis) y la araña parda reclusa (Loxosceles reclusa) 
El saco de huevos de esta especie es de tejido de seda suelto y tiene aproximadamente el mismo tamaño que la araña. Cada saco contiene treinta huevos. Suele armar su nido en ventanas o cerca de la tierra. Come con un margen por día y pasa más horas desarrollando sus telarañas. Por debajo de su telaraña puede haber muchos restos de insectos muertos.
Al igual que otros miembros de la familia Theridiidae, esta especie construye una telaraña de forma irregular de fibras de sedas pegajosas. Tal como ocurre con otras tejedoras, estas arañas poseen una vista muy pobre, y dependen de las vibraciones de la telaraña para orientarse hacia sus presas o para escapar en presencia de  animales más grandes. Se ha reportado que las especies de este género Steatoda pueden ocasionar mordeduras médicamente importantes, en especial Steatoda nobilis. En un trabajo acerca de la presencia de especies de Steatoda en el estado de Dakota del Norte, Estados Unidos, se mencionó un episodio de mordedura de S. triangulosa en humanos en Francia. Se documentó también un caso de mordedura de S. triangulosa en la localidad de San Vicente, Argentina, el 27 de septiembre de 2022, en primavera.

## Hábitat y distribución
S. triangulosa es una especie cosmopolita, es decir, se distribuye por gran parte del planeta. Esta distribución se debe al transporte involuntario de la especie de un sitio a otro por actividades humanas, fenómeno que se conoce como invasión biológica. La base de datos GBIF tiene registrada a esta especie de manera abundante en Canadá, Estados Unidos de América, Chile, Venezuela, Argentina, Uruguay, Brasil, Europa, oeste y este de Asia. También se observan hallazgos poco frecuentes en otros sitios. De acuerdo con el proyecto de ciencia ciudadana Argentinat, esta especie fue observada en gran parte de América, especialmente en Estados Unidos, México, Chile, Argentina y Uruguay, del mismo modo que fue registrada frecuentemente en Europa, norte de África y Asia, tanto en el oeste como en el sudeste. Ha sido reportada también en otras partes del mundo, con menores frecuencias. Esta especie es principalmente una araña de la casa, y construye telarañas en los rincones oscuros de los edificios y otras estructuras hechas por el hombre.